# Sternotomis amabilis
Sternotomis amabilis es una especie de coleóptero de la familia de los cerambícidos.Fue descrita por Frederick W. Hope en 1843.

## Distribución
Se encuentra en Angola, Gabón y Ghana.